# معاونت برنامه‌ریزی، توسعه سرمایه انسانی و امور شورا شهرداری تهران
معاونت برنامه‌ریزی، توسعه سرمایه انسانی و امور شورا یکی از معاونت‌های هشت‌گانه شهرداری تهران است. این نهاد مدیریت شهری، مسئولیت سرپرستی و برنامه‌ریزی امور مربوط به برنامه‌های جامع و کلی شهرداری تهران را بر عهده دارد. همین‌طور مدیریت منابع انسانی اعم از امور استخدامی منابع انسانی، ارزیابی عملکرد، آموزش و نگه‌داشت منابع انسانی از دیگر وظایف این نهاد است. سابقه شکل‌گیری این نهاد به نیمه دوم دهه شصت خورشیدی بازمی‌گردد. این نهاد از آغاز تاکنون تغییر و تحول‌هایی را داشته‌است. معاونت  یاد شده برای پیشبرد اهداف و ماموریت‌های محوله شامل چهار اداره کل «برنامه و بودجه»، «سرمایه انسانی»، «رفاه و امور ایثارگران» «تدوین مقررات و هماهنگی امور شورا و نهادها» و نه شرکت، «شهر سالم»، «خدمات اداری شهر»، «ارتباط مشترک شهر»، «مرکز نوسازی و تحول اداری»، «مرکز مطالعات و برنامه‌ریزی»، «دفتر پایش برنامه، کنترل پروژه و ارزیابی عملکرد»، «مؤسسه فناوران شهر»، «صندوق ذخیره کارکنان»، «مؤسسه هادیان شهر» هم از زیر مجموعه‌های این معاونت است. و فناوری اطلاعات و ارتباطاتو بازنشستگی از سازمان‌های زیر مجموعه معاونت برنامه‌ریزی، توسعه سرمایه انسانی و امور شورا است. می‌شود.

## معرفی
تأسیس معاونت برنامه‌ریزی، توسعه سرمایه انسانی و امور شورا، به اواخر دهه شصت خورشیدی بازمی‌گردد.
تاریخچه
این معاونت، در سال ۱۳۶۷ فعالیتش را با عنوان «معاونت هماهنگی و برنامه‌ریزی» در شهرداری تهران آغاز کرد. به مرور این ساختار دچار تغییرات شد و این معاونت در سال ۱۳۸۹ از معاونت هماهنگی و برنامه‌ریزی به معاونت برنامه‌ریزی و توسعه شهری تغییر نام یافت و به فعالیتش ادامه داد. در اسفند ۱۳۹۹ معاونت‌های «برنامه‌ریزی، توسعه شهری و امور شورا» و «توسعه منابع انسانی» شهرداری تهران با یکدیگر ادغام شد و «معاونت برنامه‌ریزی، توسعه سرمایه انسانی و امور شورا» با واحدهای سازمانی زیر مجموعه ماموریت‌های محوله را عهده‌دار شد. سرپرستی و برنامه‌ریزی امور مربوط به برنامه‌های جامع و کلی شهرداری تهران در زمینه چگونگی رفع نیازهای شهروندی و خدمات شهری یکی از مهمترین وظایف این معاونت است.
ساختار و وظایف
چهار اداره کل «برنامه و بودجه»، «سرمایه انسانی»، «رفاه و امور ایثارگران» «تدوین مقررات و هماهنگی امور شورا و نهادها»و نه شرکت، «شهر سالم»، «خدمات اداری شهر»، «ارتباط مشترک شهر»، «مرکز نوسازی و تحول اداری»، «مرکز مطالعات و برنامه‌ریزی»، «دفتر پایش برنامه، کنترل پروژه و ارزیابی عملکرد»، «مؤسسه فناوران شهر»، «صندوق ذخیره کارکنان»، «مؤسسه هادیان شهر» از زیر مجموعه‌های این معاونت هستند. و فناوری اطلاعات و ارتباطات و بازنشستگی از سازمان‌های زیر مجموعه معاونت برنامه‌ریزی، توسعه سرمایه انسانی و امور شورا است. می‌شود. برخی از وظایف و ماموریت‌های معاونت یاد شده در ادامه ارائه می‌شود.
مدیران
از آغاز فعالیت این نهاد تا کنون مدیران مختلفی مسئولیت مدیریت معاونت برنامه‌ریزی، توسعه سرمایه انسانی و امور شورا را بر عهده داشتند.
| معاونان برنامه‌ریزی، توسعه سرمایه انسانی و امور شورا                                     | معاونان برنامه‌ریزی، توسعه سرمایه انسانی و امور شورا                          | معاونان برنامه‌ریزی، توسعه سرمایه انسانی و امور شورا | معاونان برنامه‌ریزی، توسعه سرمایه انسانی و امور شورا |
| نام                                                                                     | مدت مسئولیت                                                                  | شهردار                                              | منابع                                               |
| --------------------------------------------------------------------------------------- | ---------------------------------------------------------------------------- | --------------------------------------------------- | --------------------------------------------------- |
| مجید باقری لطف‌الله فروزنده دهکردی                                                       | ۱۴۰۱ تاکنون ۱۴۰۰ تا ۱۴۰۱                                                     | علیرضا زاکانی                                       | [ ۱۴ ]                                              |
| حامد مظاهریان                                                                           | ۱۳۹۸ تا ۱۴۰۰                                                                 | پیروز حناچی                                         | [ ۱۵ ] [ ۱۶ ]                                       |
| معاونان توسعه منابع انسانی                                                              |                                                                              |                                                     |                                                     |
| ابراهیم شیخ                                                                             | ۱۳۹۶ تا ۱۳۹۸                                                                 | محمدعلی نجفی                                        | [ ۱۷ ] [ ۱۸ ]                                       |
| سید جعفر تشکری هاشمی محمدعلی عفتی ناصر امانی                                            | ۱۳۹۵ تا ۱۳۹۶ ۱۳۹۳ تا ۱۳۹۵ ۱۳۹۲ تا ۱۳۹۳                                       | محمدباقر قالیباف                                    | [ ۱۹ ] [ ۲۰ ] [ ۲۰ ]                                |
| معاونان برنامه‌ریزی، توسعه شهری و امور شورا                                              |                                                                              |                                                     |                                                     |
| سکینه اشرفی                                                                             | ۱۳۹۷ تا ۱۳۹۸                                                                 | محمدعلی افشانی                                      | [ ۲۱ ] [ ۲۲ ]                                       |
| حجت‌الله میرزایی                                                                         | ۱۳۹۶ تا ۱۳۹۷                                                                 | محمدعلی نجفی                                        | [ ۲۳ ]                                              |
| ناصر امانی محمود صلاحی سید مناف هاشمی محمود عسکری آزاد محمدرضا واعظ مهدوی حسین کلخورانی | ۱۳۹۴ تا ۱۳۹۶ ۱۳۹۲ تا ۱۳۹۴ ۱۳۸۹ تا ۱۳۹۲ ۱۳۸۸ تا ۱۳۸۹ ۱۳۸۶ تا۱۳۸۸ ۱۳۸۴ تا ۱۳۸۶ | محمدباقر قالیباف                                    | [ ۲۴ ] [ ۲۵ ] [ ۲۶ ] [ ۲۷ ]                         |

- سرپرستی و برنامه‌ریزی امور مربوط به برنامه‌های جامع و کلی شهرداری تهران.
- سرپرستی و تنظیم کلیه طرح‌های شهرداری تهران در زمینه چگونگی رفع نیازمندی‌های شهری شهروندان تهرانی
- سرپرستی و تهیه طرح‌های اجرائی خدماتی و تعیین اولویت‌های خاص با رعایت صرفه و صلاح متقابل شهرداری و شهروندان.
- ارائه رهنمودهای لازم در رابطه با سیاست‌های مالی شهرداری تهران و برنامه‌ریزی‌های مؤثر در راستای تهیه و تنظیم بودجه شهرداری از طریق شناخت منابع مالی و درآمدزا.
- نظارت مستقیم بر اجرای بودجه شهرداری و ارائه رهنمود در رابطه با استفاده صحیح و اصولی از اعتبارات مصوب.
- تحقیق در ارتباط با همسویی و هماهنگی منابع مالی و هزینه‌های شهرداری و انطباق اصولی دو مورد فوق با همدیگر.
- ارتباط مداوم با کلیه وزارت‌خانه‌ها، مؤسسات دولتی، ارگان‌ها، دانشگاه‌ها، مؤسسات علمی و آموزشی
- ارتباط با شهرداری‌های پایتخت‌های مهم دنیا از طریق شرکت در سمینارها، کنفرانس‌ها به منظور تبادل اطلاعات مفید و مؤثر علمی و به‌کارگیری تجربیات آنها در شهرداری تهران در ارتباط با برنامه‌ریزی‌ها و تشخیص نیازها
- نظارت بر تهیه و تنظیم بودجه شهرداری تهران با اخذ نظرات مقام مافوق و سایر معاونان شهرداری
- اقدامات لازم جهت طرح و تصویب بودجه شهرداری در مراجع ذیصلاح و نظارت بر حسن اجرای بودجه مصوب
- بررسی‌های پیگیر و مستمر در رابطه با اصلاح و تغییر قوانین، آیین‌نامه‌ها، دستورالعمل‌های مربوط به شهرداری تهران
- تهیه طرح‌های ضروری و ضربتی در زمینه تأمین نیروی انسانی شهرداری تهران
- نظارت بر تأمین رفاه کلیه کارکنان شهرداری تهران و ارائه راهنمایی‌های لازم
- طرح پیشنهاد و راهنمایی‌هایی لازم، در رابطه با طرح‌های ضرور در ارتباط با تأمین خدمات رفاهی کارکنان
- ایجاد تعاونی‌های مصرف و مسکن، باشگاه خدمات پزشکی، ورزشی، مهد کودک، وام و غیره
- انجام بازرسی‌های لازم از واحدهای تابعه و اخذ گزارش‌ها کتبی به منظور کنترل کار واحدهای تحت سرپرستی
- مطالعه و بررسی پیشنهادها و طرحهای عمومی ارائه شده از طرف شهروندان به وزارتخانه‌ها و ارگان‌های دولتی
- انتخاب بهترین شیوه در ارتباط با اجرای برنامه‌های بلندمدت و کوتاه مدت شهرداری تهران
- تهیه طرح‌های جامع در ارتباط با خودکفائی مالی شهرداری تهران
- شناخت منابع بالقوه و بالفعل جدید درآمدزا و ارائه برنامه‌های اصولی و منطقی جهت افزایش هرچه بیشتر منابع مالی
- بررسی وظایف واحدهای سازمانی شهرداری تهران و گسترش منطقی پرسنل‌های واحدها
- ایجاد واحدهای ضرور و مورد نیاز و حذف واحدهای غیرضرور تا آنجا که نیازهای تشکیلاتی کلیه واحدها مرتفع و محو گردد
- اهتمام در اعتلای سطح دانش و آگاهی کلیه کارکنان شهرداری مخصوصاً کارکنان فنی، برگزاری دوره‌های آموزشی برای کلیه کارکنان در راستای نیازها

## اداره‌های کل
اداره‌های کل «برنامه و بودجه»، «سرمایه انسانی»، «رفاه و امور ایثارگران» «تدوین مقررات و هماهنگی امور شورا و نهادها» از نهادهای زیر مجموعه معاونت برنامه‌ریزی، توسعه سرمایه انسانی و امور شورا شهرداری تهران هستند. در این بخش مروری بر اداره‌های کل یاد شده خواهیم داشت.
برنامه و بودجه
اداره کل برنامه و بودجه تا قبل از سال ۱۳۵۷ و پیش از تأسیس معاونت برنامه‌ریزی، توسعه سرمایه انسانی و امور شورا یکی از زیرمجموعه‌های اداره کل امور مالی در حوزه معاونت مالی و اداری تحت عنوان دفتر بودجه بوده‌است. سپس از سال ۱۳۶۰ تا ۱۳۸۸ این اداره به‌طور مستقل در معاونت مالی اداری تحت عنوان اداره کل برنامه و بودجه به فعالیتش ادامه داد. در نهایت در سال ۱۳۸۹ همزمان با تغییر ساختار و نام معاونت برنامه‌ریزی به معاونت برنامه‌ریزی و توسعه شهری ذیل این معاونت فعالیت‌های خود را دنبال کرد. از عمده فعالیت‌های حوزه اختیاری این اداره کل تنظیم، برنامه‌ریزی و بودجه ریزی سالیانه برای شهرداری است. اداره کل یاد شده برای تحقق فعالیت‌هایش دارای معاونت‌های «طرح و برنامه»، «نظارت بر بودجه ستاد، سازمان‌ها و شرکت‌ها»، «نظارت بر بودجه مناطق» و «فنی» است. هر یک از این بخش‌ها نیز دارای زیرمجموعه‌هایی است. برخی از مهمترین وظایف این نهاد به شرح زیر است:
- تنظیم برنامه راهبردی شهرداری تهران
- ارائه پیشنهاد انجام پژوهش‌های کاربردی
- تنظیم برنامه‌ریزی و بودجه ریزی سالیانه
- مدیریت و بررسی مستمر و عملیاتی کردن برنامه‌های بلند مدت و ارائه پیشنهاد اصلاحی
- مدیریت بر فرایند تغییر نظام بودجه ریزی سنتی به بودجه ریزی عملیاتی
- اعمال سیاست‌های کوچک سازی و برون سپاری فعالیت‌های شهرداری در نظام برنامه‌های میان مدت و بودجه سالیانه
- ارتقاء بخشی به کیفیت موافقتنامه‌های جاری و عمرانی
- مدیریت بر تدوین نظام بودجه ریزی عملیاتی
- نظارت بر عملکرد بودجه سالیانه و تهیه گزارش‌های نوبه ای از عملکرد کیفی و کمی مصارف
- نظارت بر عملکرد برنامه و بودجه سالیانه
- ارزیابی تحلیل اقتصادی طرح‌ها و پروژه‌ها
- کنترل و ارزیابی تعهدات و منابع مورد نیاز برای طرح‌های مدیریت شهری
- کاهش هزینه‌های جاری شهرداری

سرمایه انسانی
اداره کل سرمایه انسانی، همان‌طور که از عنوانش برمی آید به‌طور ویژه به مسئله منابع انسانی اعم از به‌سازی و تأمین منابع انسانی، به‌کارگیری و نگهداشت منابع انسانی و توسعه آن‌ها می‌پردازد و هر کدام از این حوزه‌ها بخش‌هایی از اهداف و فعالیت‌های این اداره کل را پوشش می‌دهند. اداره کل یاد شده نیز برای انجام ماموریت‌هایش از معاونت‌های «برنامه‌ریزی و عملیاتی و پردازش اطلاعات» (با مسئولیت و وظیفه بررسی آمار و اطلاعات کارکنان، مدیریت و پشتیبانی دورکاری، فناوری و اطلاعات، برنامه‌ریزی عملیاتی)، «کارمندان ثابت»، «کارگزینی و انتصاب مدیران»، «کارکنان قراردادی و تابع قانون کار» تشکیل شده‌است. برخی از مهمترین وظایف اداره کل سرمایه انسانی به شرح زیر است:
- به‌سازی منابع انسانی که عمدتاً به تدوین سیاست‌ها و اهداف کلان برنامه‌ای می‌پردازد.
- تدوین برنامه‌های راهبردی با چشم‌اندازهای متفاوت و تدوین نحوه اجرای آنها
- هماهنگی و هدایت مجموعه در رابطه با تهیه و صدور بخشنامه و دستورالعمل‌های اجرایی لازم
- پیشنهاد اصلاح قوانین به مراجع ذیصلاح در زمینه مدیریت منابع انسانی
- اصلاح فرهنگ و رفتار سازمانی بر اساس الگوهای مصوب
- بررسی قوانین و مقررات استخدامی و اظهار نظر در مورد نحوه اجرای آنها
- ارائه راهکارها در خصوص نگهداشت و ارتقاء نیروی انسانی
- نظارت بر حسن اجرای امور مرتبط با مدیریت منابع انسانی معاونت‌ها و سازمان‌های زیرمجموعه شهرداری تهران
- فراهم آوردن زمینه‌هایی به منظور برگزاری سمینارها و همایش‌ها و کارگاه‌های آموزشی در رابطه با مدیریت نیروی انسانی
- تلاش و ایجاد زمینه‌های لازم در جهت جذب، نگهداری و ارتقاء نیروی انسانی کارآمد برای کلیه واحدهای زیرمجموعه شهرداری
- تهیه و انتشار اطلاعات در مورد اقدامات صورت گرفته در رابطه با وضعیت منابع انسانی شهرداری
- تأمین منابع انسانی با نیازسنجی، برنامه‌ریزی، تأمین نیروی انسانی (ثابت و موقت) مشغول به کار
- تعیین سهم نیروی واحدهای زیرمجموعه شهرداری تهران به تناسب میزان تقاضای نیرو تعداد نیروی در اختیار
- پیگیری و بررسی موارد و مشکلات مربوط به تأمین نیروی انسانی
- تعیین نیاز و سهمیه واحدها، استخدام، قراردادهای کارشناسی، نقل و انتقال و مأموریت‌ها، جابجایی بین واحدها تعدیل و خروج از خدمت
- تعیین استراتژی‌های جذب نیرو و استخدام
- تهیه و تأیید صدور احکام مربوط به حقوق و مزایای کارکنان
- نظارت بر فرایند آموزش کارکنان
- اجرای برنامه اعمال امتیازات شغلی و اعطای مزایا براساس عملکرد کارکنان

رفاه و امور ایثارگران
اداره کل رفاه و امور ایثارگران یکی از اداره‌های کل زیر مجموعه معاونت برنامه‌ریزی، توسعه سرمایه انسانی و امور شورا شهرداری تهران می‌باشد که از سال ۱۳۵۹ شروع به فعالیت کرد. همان‌طور که از عنوانش بر می‌آید وظیفه خدمات رسانی در زمینه‌های رفاهی چون خدمات درمانی، مددکاری، تفریحی، مسکن، بیمه و … به کارکنان و ایثارگران شهرداری تهران را به عهده دارد این اداره کل در ابتدا تحت عنوان اداره کل رفاه شهرداری فعالیت خود را آغاز کرد و در اردیبهشت ۱۴۰۰ با اداره کل امور ایثارگران ادغام شد و اداره کل امور ایثارگران در زیرمجموعه شهرداری قرار گرفت. اداره کل امور ایثارگران که خود در سال ۱۳۸۲ جهت خدمات رسانی به ایثارگران شهر تهران در جهت رسیدگی به وضعیت خانواده شهدا، جانبازان، آزادگان و رزمندگان شهرداری تهران که در ۸ سال دفاع مقدس حضور مستمر و فعال داشتند و خدمات رسانی به ایثارگران شهر تهران تأسیس شده بود. این اداره کل از معاونت‌های اجرایی، رفاهی و اجتماعی و درمان تشکیل شده‌است. برخی از وظایف این اداره کل به شرح زیر است.
- تهیه و تدوین برنامه‌های رفاهی، مددکاری، بهداشتی و درمان کارکنان شهرداری تهران در چارچوب اختیارات و دستورالعمل‌های صادره و اجرای آن
- اقدامات لازم جهت ارتقاء سطح معیشت کارکنان و افزایش رفاه عمومی پرسنل شهرداری تهران
- اقدامات لازم به منظور برقراری و ایجاد سیستم صحیح بهداشت و درمان کارکنان شهرداری تهران در چارچوب دستورالعمل‌های صادره و اجرای آن
- ارائه خدمات مددکاری به کارکنان شهرداری تهران و خانواده آنها
- تهیه و تدوین آیین‌نامه‌ها و دستورالعمل‌های مرتبط با برنامه‌های رفاهی، تفریحی، اجتماعی و بهداشت و درمان کارکنان شهرداری تهران
- تهیه و تنظیم اطلاعات و آمارهای مورد نیاز و بروزرسانی آنها در خصوص برنامه‌های رفاهی، تفریحی، اجتماعی و بهداشتی و پرسنلی در سطح شهرداری تهران
- ایجاد تسهیلات و همکاری لازم به منظور تأمین نیازمندی‌های مرتبط با مسکن و مصرف کارکنان شهرداری تهران
- اقدام لازم به منظور ایجاد مراکز رفاهی، تفریحی و خدماتی به منظور افزایش سطح رفاه کارکنان شهرداری تهران
- برقراری و ایجاد زمینه‌های لازم به منظور ارائه تسهیلات و پرداخت وام و مساعدتهای مالی به کارکنان شهرداری تهران در چارچوب اختیارات و دستورالعمل‌های صادره
- تأمین و برقراری بیمه‌های تکمیلی درمانی و سایر بیمه‌های مورد نیاز کارکنان شهرداری تهران
- بررسی و پیگیری سوابق معوقه بیمه کارکنان شهرداری تهران در سطح واحدهای تابعه
- انجام سایر امور مالی و اداری مرتبط با فعالیتهای رفاهی مسکن، بهداشت، درمان و اجتماعی کارکنان شهرداری تهران

تدوین مقررات و هماهنگی امور شورا و نهادها
اداره کل تدوین مقررات و هماهنگی امور شورا و نهادها همان‌طور که از نامش بر می‌آید؛ به‌طور عمده مسئول پیگیری و هم‌آهنگی تعامل شهرداری با شورای اسلامی شهر تهران است. هم از سویی با توجه به نیازهای مدیریت شهری، طرح‌هایی را در حوزه مختلف شهری تدوین و به شورای شهر برای بررسی و تصویب تدوین و اعلام می‌کند. پاسخ به تذکرهای و ابلاغیه‌های شورای شهر نیز از دیگر ماموریت‌های این اداره کل است.

## سازمان‌ها و سامانه‌ها
«فناوری اطلاعات و ارتباطات» و «بازنشستگی» از سازمان‌های زیر مجموعه این معاونت هستند در ادامه مروری بر فعالیت سازمان‌های یاد شده و نیز موسسه‌های مرتبط با معاونت  برنامه‌ریزی، توسعه سرمایه انسانی و امور شورا خواهیم داشت.

### فناوری اطلاعات و ارتباطات
نخستین سابقه استفاده از تکنولوژی‌های الکترونیکی در مدیریت شهری به اواخر دهه چهل خورشیدی بازمی‌گردد. سازمان کنونی فناوری اطلاعات و ارتباطات سال ۱۳۴۷ با عنوان «طرح مکانوگرافی» فعالیتش را آغاز کرد. در ادوار دیگر بنا به ضرورت مدیریت شهری و نیز به روز شدن ابزارهای تکنولوژی این نهاد با عنوان‌های «اداره کل آمار و مکانوگرافی» و «سازمان خدمات کامپیوتری» فعالیتش را دنبال کرد.
سازمان فناوری اطلاعات و ارتباطات شهرداری تهران در فاصله سال‌های ۱۳۴۷ تا ۱۳۸۳ بارها دستخوش تغییر و تحول شده‌است. در نهایت
سال ۱۳۸۳ با مطرح شدن بحث شهرداری الکترونیک با استفاده از فناوری اطلاعات و ارتباطات نیاز تدوین طرح جامع (ICT، فناوری اطلاعات و ارتباطات) عنوان شد و همزمان به منظور ساماندهی امور فناوری سیستم‌های اطلاعاتی شورای آمار و انفورماتیک تهران به وجود آمد و این شورا تدوین طرح مذکور را بر عهده سازمان قرار داد و طرح جامع (ICT) شهرداری تهران تهیه و ارائه گردید. در سال ۱۳۸۶ شهرداری تهران ملزم به راه اندازی دفاتر خدمات الکترونیک به منظور کاهش تصدی گری و تحقق شهر و دولت الکترونیک، تأمین رضایت شهروندان و افزایش بهره‌وری در خدمات شهرداری تهران به شهروندان گردید که پیرو آن مؤسسه فناوران شهر تهران تأسیس و سازمان فناوری اطلاعات شهرداری تهران که به عنوان یکی از سهامداران اصلی آن نیز می‌باشد ملزم به پیاده‌سازی، راه اندازی و مکانیزه نمودن دفاتر گردید. در نهایت در سال ۱۳۸۳ نام این سازمان به سازمان فناوری اطلاعات و ارتباطات شهرداری تهران تغییر یافت و در سال ۹۶ دبیرخانه و مرکز تهران هوشمند با این سازمان ادغام شد.
ماموریت‌ها و وظایف
مهمترین مأموریت سازمان یاد شده مکانیزه کردن سیستم‌های مالی، اداری، فنی، تشکیلاتی شهرداری تهران عنوان شده‌است. همچنین فراهم آوردن امکان دسترسی مسئولان و مدیران به اطلاعات جامع شهر تهران و ارایه خدمات الکترونیکی به شهروندان در زمینه خدمات شهری از دیگر ماموریت‌های این سازمان است. عمده اهداف سازمان فناوری اطلاعات و ارتباطات شهرداری تهران تحقق شهر هوشمند، خدمات الکترونیکی، همچنین ایجاد و توسعه زیرساخت‌های ارتباطی و سخت‌افزاری و نرم‌افزاری است. برای تحقق این اهداف، سامانه‌ها و درگاه‌های الکترونیکی «تهران من»، «رایا»، «با هم»، «سرویس‌های شهروندی API»، «داده‌نما» راه‌اندازی شدند. در ادامه هر یک از این سامانه‌های هوشمند معرفی می‌شوند. از جمله وظایف سازمان می‌توان به این موارد اشاره کرد.
- خدمات برنامه‌ریزی و راهبری تهران هوشمند
- خدمات نرم‌افزاری
- خدمات اطلاعات مکانی
- خدمات شهروندی
- خدمات دیتا، اطلاعات، آمار و ارائه و پایش آن
- خدمات زیرساخت‌های ارتباطی، مراکز داده و سخت‌افزاری
- خدمات امنیت اطلاعات
- خدمات برنامه‌ریزی، آموزش، پژوهش و خدمات مدیریت

ساختار
بخش‌های مختلف سازمان عبارتند از «شبکه، امنیت و مرکز داده»، «سخت‌افزار و تجهیزات»، «سامانه‌های GIS و اطلاعات مکانی»، «سرویس‌های شهروندی»، «داده، آمار و پژوهش» و «تهران من»
شبکه، امنیت و مرکز داده
در این معاونت فعالیت‌های طراحی ایجاد توسعه مدیریت و پشتیبانی شبکه‌های زیر ساخته شهری محلی انجام می‌گیرد علاوه بر این مسئولیت توسعه و پشتیبانی و نگهداری از مراکز تا ته چین پشتیبانی شبکه‌های ارتباطی رادیویی سرویس‌های مخابراتی شهرداری تهران را تأمین دسترسی به شبکه‌های اینترنت بر عهده این سازمان است. در حوزه تأمین امنیت نیز تیم‌هایی به جهت ثبت وقایع، تجزیه و تحلیل، پیگیری و ارایه گزارش در خصوص کلیه رخدادهای امنیتی در حوزه فناوری اطلاعات و ارتباطات شهرداری تهران از ماموریت‌های این حوزه است.
سخت‌افزار و تجهیزات
توسعه زیرساخت و پشتیبانی تجهیزات الکترونیکی همچنین نصب و راه‌اندازی سامانه جامع مانیتورینگ و نظارت از راه دور شبکه برق اضطراری و تأمین تجهیزات سخت‌افزاری در سراسر شهرداری تهران نیز وظایفی است که سازمان در این حوزه بر عهده دارد.
سامانه‌ها و نرم‌افزارهای مدیریت شهری
تمامی اقدامات در زمینه توسعه و پشتیبانی پرتال tehran.ir و درگاه واحد خدمات شهری، تولید و پشتیبانی سامانه‌های شهروندی و درون‌سازمانی در سازمان فناوری شهرداری تهران انجام می‌شود.
سامانه‌های GIS و اطلاعات مکانی
داده‌های مکانی و تهیه زیرساخت‌های اطلاعات مکانی، تهیه انواع نقشه‌ها و تصاویر ماهواره‌ای در مقیاس‌های مختلف، تولید اطلاعات مکانی و طرح‌ریزی، نیاز سنجی، تحلیل، طراحی، تولید، تضمین کیفیت، نصب و راه‌اندازی، آموزش و ارائه خدمات پشتیبانی GIS از دیگر خدمات این حوزه است.
سرویس‌های شهروندی
تولید و پشتیبانی سرویس‌های برخط و یکپارچه شهروندی از جمله برجسته‌ترین وظایف سازمان فاوای شهرداری تهران است که با تولید، توسعه و پشتیبانی اپلیکیشن موبایلی «تهران من»، توسعه درگاه تبادل خدمات داده‌محور((Open API، کنترل و نظارت بر سرویس‌های ایجادشده برای شهروندان جهت تسهیل در انواع پرداخت‌ها و همچنین ایجاد پلتفرم باشگاه مشتریان باهدف ارائه تسهیلات به شهروندان و مبتنی بر توسعه و ارائه سرویس‌های شهروندی آغاز شده و توسعه می‌یابد.
داده، آمار و پژوهش
مرکز آمار و رصد شهری با در اختیار داشتن امکانات، داده‌ها و داشبوردهای اطلاعاتی گسترده، مرکزی برای مدیریت این حوزه است. استقرار نظام هوش تجاری (BI)، متن‌کاوی هوشمند در سامانه‌های اطلاعاتی شهرداری تهران، پژوهش و تحلیل داده‌های حوزه شهردار تهران، تدوین و ابلاغ سند حکمروایی داده و پژوهش‌ها و مطالعات سازمانی از اقدامات این حوزه است.

### سامانه‌های هوشمند شهری
شهرداری تهران برای تحقق شهرداری الکترونیک و استفاده حداکثری از فناوری‌های جدید بخشی از خدمات مدیریت شهری را به صورت آن‌لاین ارائه می‌کند. مجموعه فعالیت‌ها و خدمات آن‌لاین شهرداری تهران ذیل ستاد تهران هوشمند سازمان‌دهی شده‌است. دبیرخانه و مرکز تهران هوشمند تا کنون با تهیه و تدوین اسناد راهبردی شهر هوشمند، تعاملات بین‌المللی شهر هوشمند، برگزاری سلسله رویدادهای نوآورانه شهر هوشمند و سه دوره همایش و نمایشگاه بین‌المللی «تهران هوشمند» کوشیده تا در این حوزه از ظرفیت‌های پایتخت در جهت هوشمند شدن، استفاده کرده و در این زمینه تهران را به استانداردهای یک شهر هوشمند، نزدیک کند. برخی از فعالیت‌های این حوزه به شرح زیر است.
- اجرا و استقرار ساختمان هوشمند به‌صورت پایلوت در سازمان فاوا
- هماهنگی و مدیریت کارگروه‌های تخصصی
- تولید محتوای پشتیبان شهر هوشمند
- راهبری و پایش برنامه عملیاتی تهران هوشمند
- مراکز نوآوری و فناوری شهر هوشمند
- مراکز شهروند هوشمند
- مرکز آزمون (آزمایشگاه)
- فن‌بازار تخصصی شهر هوشمند
- راه اندازی فناوری‌های نوین در مرکز تماس تهران من
- تصمیم‌سازی و هماهنگی در خصوص ایجاد ظرفیت‌ها و ضمانت‌های قانونی، مقرراتی، حقوقی و اجرایی مورد نیاز در سطح شهرداری تهران از منظر مجوز دهی، تنظیم مقررات
- نظارت بر سرمایه‌گذاری حفاظت شده، توسعه مقیاس پذیر و بازار رقابتی خدمات شهر هوشمند و از طریق اسناد و فراخوان‌های مختلف
- اخذ مشورت‌ها و نظرات تخصصی، پیش‌نویس مقررات و مصوبات شورای راهبردی تهران هوشمند، انجام هماهنگی و همکاری‌ها مورد نیاز
- گسترش و هدایت نوآوری شهر هوشمند و پاسخگویی در خصوص درخواست‌ها، نیازمندها و پیشنهادهای دریافتی
- تحریک سمت تقاضا و سمت عرضه میان ذی‌نفعان مختلف زیست‌بوم شهر هوشمند از طریق آگاه‌سازی، ارتباط مؤثر و سازنده با ذی‌نفعان مختلف شهر هوشمند
- مدیریت محتوایی وب‌سایت تهران هوشمند
- شبکه‌سازی و حضور فعال در فضای مجازی، برنامه‌های رادیویی و تلویزیونی و چندرسانه‌ای
- برگزاری و مشارکت در کمپین‌های تبلیغاتی و رویدادهای فصلی و ماهیانه ترویجی و استارتاپی
- برگزاری رویداد سالیانه هفته تهران هوشمند

شماری از سامانه‌های هوشمند شهرداری تهران به شرح زیر است.
- تهران من؛ درگاه واحد ارائه خدمات هوشمند شهروندی به منظور تسهیل دریافت سرویس‌های شهری چون استعلام بدهی طرح ترافیک پارک حاشیه ای و عوارض سالیانه خودرو، صحت سنجی شماره شناسایی ملک، آپارتمان و واحد غیر مسکونی، سامانه پلاک ایمن و … راه اندازی شده‌است. این سامانه بسیاری از خدمات شهری را به صورت الکترونیکی در اختیار شهروندان تهران قرار می‌دهد برای استفاده از این سامانه که شامل سه بخش خدمات خودروی من، خدمات شهر من، خدمات ملک من است نیاز است تا هویت کاربران احراز شود که هر یک از این سه بخش کلی، سرویس‌های مختص به خود را ارائه می‌دهند.[۵۰]
- خودرو من: بخشنامه طرح ترافیک خلافی عوارض خودرو پارک حاشیه ای و معاینه فنی خودرو است و لازمه دسترسی شهروندان به این خدمات ثبت اطلاعات خودرو خود در این سامانه است.
- خدمات شهر من: این بخش کمک برای سهولت کار شهروندان از جمله خدماتی که در این بخش به شهروندان ارائه می‌شود: اطلاعات نزدیکترین تره بار یا خرید آنلاین از فروشگاه‌ها شارژ کردن کارت مترو خدمات بلیط درون‌شهری
- خدمات ملک من: خدماتی چون امکان پرداخت قبوض ساختمانی مانند آب، برق، گاز از عمده‌ترین امکاناتی است که این بخش در اختیار شهروندان قرار می‌دهد.[۵۰]
- رایا؛ اپلیکیشن رایا یک نقشه و مسیریاب هوشمند است که شما را در مسیریابی در سطح تهران راهنمایی می‌کند و سرویس‌های شهری را در سطح استان تهران را نمایش می‌دهد.
- با هم؛ پلتفرمی که به منظور افزایش مشارکت اکوسیستم نوآوری در حل مسائل شهری طراحی شده‌است.
- سرویس‌های شهروندی API؛ درگاهی برای ارائه خدمات داده محور به کسب و کارهای نوپا و استارتاپ‌ها با هدف توسعه ارائه خدمات جدید و نوآورانه شهروندان
- داده‌نما؛ درگاهی است که داده‌های آماری و اطلاعات مربوط به شهر را به صورت رایگان و بدون محدودیت خاصی در اختیار شهروندان قرار می‌دهد.

### سازمان بازنشستگی
اساسنامه سازمان بازنشستگی شهرداری تهران، سال ۱۳۵۳ تنظیم و پس از آن با تغییرات جدید در سال‌های ۱۳۶۸ و ۱۳۷۵ به تصویب شهرداری تهران رسید. این سازمان دارای شخصیت حقوقی و استقلال مالی و اداری بوده و بر اساس ضوابط بازنشستگی اداره می‌شود. سازمان بازنشستگی شهرداری تهران، از سه معاونت «مالی و اقتصادی»، «برنامه‌ریزی و توسعه» و «بازنشستگی» تشکیل شده‌است. برخی از وظایف این نهاد به شرح زیر است.
- برقراری و پرداخت حقوق و هر نوع مقرری دیگر بازنشستگان شهرداری تهران بر اساس قوانین جاری
- سرمایه‌گذاری در شرکت‌ها، موسسات بازرگانی، صنعتی، تولیدی، خدماتی، آموزشی، فرهنگی و عام‌المنفعه
- فراهم آوردن امکانات ورزشی، تفریحی و تسهیلات رفاهی جهت بازنشستگان و وظیفه بگیران از طریق مراکز فرهنگی، ورزشی و تفریحی تابعه شهرداری تهران
- مشارکت در طرح‌های اقتصادی مناطق و واحدهای تابعه شهرداری تهران
- استفاده از امکانات مالی، فنی و اداری موجود در جهت افزایش بهره‌وری و پویایی سازمان به منظور کمک به بازنشستگان و وظیفه بگیران تحت پوشش
- اعطاء وام به بازنشستگان و وظیفه بگیران شهرداری تهران، طبق آئین‌نامه‌ها و دستورالعمل‌های مربوط

این سازمان برای بسط و گسترش سرمایه‌ها و نیز افزایش منابع مالی، دارای چند شرکت به این شرح است. شرکت‌های تابعه
- عمرانی کارکنان
- عمران تهاتر
- خودرو سرویس شهر
- هادیان شهر
- مؤسسه معین
- هلدینگ میلاد شهر
- شرکت کارگزاری میلاد بیمه شهر
- واسپاری میلاد شهر
- تهران شفق پرشیا
- عمران شهر طوبی

## دیگر واحدهای تابعه
مراکز «نوسازی و تحول اداری»، «مطالعات و برنامه‌ریزی شهر تهران»، «شرکت شهر سالم»، «خدمات اداری شهر»، «ارتباط مشترک شهر»، «دفتر پایش برنامه مدیریت پروژه و اطلاعات عملکرد»، «مؤسسه فناوران شهر»، «صندوق ذخیره کارکنان» و «مؤسسه هادیان شهر» از دیگر واحدهای تابعه معاونت برنامه‌ریزی، توسعه سرمایه انسانی و امور شورا هستند.

### نوسازی و تحول اداری
مرکز نوسازی و تحول اداری از نهادهای نوبنیاد مدیریت شهری تهران است. مستند به برخی گزارش‌های خبری فعالیت این مرکز با اوائل ۱۴۰۰ بازمی‌گردد. این مرکز در جهت پیشبرد اهدافش از شش معاونت «مالی و پشتیبانی»، «توسعه و یادگیری»، «تشکیلات و ساختار سازمانی»، «برنامه‌ریزی و ارزیابی سرمایه انسانی»، «معماری سازمانی، نظامات و بهبود فرایندها»، «برنامه‌ریزی و ارزیابی سرمایه انسانی» و «دبیرخانه شورای راهبری و توسعه مدیریت» تشکیل شده‌است. هر کدام بخش‌هایی از اهداف و وظایف این مرکز را پوشش می‌دهند. از جمله اقدام‌ها و فعالیت‌ها و ماموریت‌های مرکز می‌توان به این موارد اشاره کرد.
مالی و پشتیبانی
- تخصیص منابع مالی و تجهیزات به افراد و واحدهای مرکز مطابق با نیازها، ضوابط و اعتبارات مصوب»
- تهیه و تنظیم قراردادهای یکسان به‌صورت فرمت استاندارد و اخذ تأییدیه‌های مالی و حقوقی
- انجام اقدامات لازم برای ارائه خدمات مرتبط با امور بیمه و رفاهی به کارکنان مرکز
- تهیه و تنظیم بودجه سالیانه واحدهای سازمانی مرتبط با سرمایه انسانی بر اساس سیاست‌ها و برنامه‌های مصوب[۵۶]

توسعه و یادگیری
- بررسی و تعیین نیازهای آموزشی سازمان و تدوین بخشنامه‌ها، دستورالعمل‌ها و ضوابط آموزشی مورد نیاز کارکنان و نظارت بر اجرای آن
- برگزاری آزمون‌ها و ارزیابی‌های آموزشی و سنجش اثربخشی آموزش‌ها
- رسیدگی به درخواست‌های مأموریت آموزشی کارکنان
- اجرای برنامه‌های آموزشی کارکنان به منظور افزایش سطح دانش، بینش و مهارتهای آنان
- برنامه‌ریزی و اجرای امور مرتبط با تحصیلات تکمیلی کارکنان
- تهیه و تصویب مدل، خط مشی‌ها و راهبردهای کلان مدیریت دانش
- تهیه و تصویب دستورالعمل‌های مرتبط با مدیریت دانش و اطلاع‌رسانی مناسب مصوبات به کارکنان[۵۶]

تشکیلات و ساختار سازمانی
- تدوین و نظارت بر اهداف کلان، راهبردها، سیاست‌ها و برنامه‌های مربوط به سازمان‌دهی
- مطالعه و بررسی قوانین، مقررات، ضوابط و بخشنامه‌های مربوط به سازمان‌دهی
- بررسی مستمر واحدهای سازمانی و وظایف آن، به منظور تفکیک و تقسیم صحیح وظایف میان واحدها
- جلوگیری از تکرار و تداخل وظایف و تعیین تعداد و عنوان‌ها پست‌های سازمانی مورد نیاز
- بازنگری ساختار سازمانی فاقد اثربخشی لازم با همکاری واحدهای سازمانی دیگر
- بررسی، تهیه و تنظیم نمودار تشکیلاتی، شرح وظایف و سازمان تفصیلی واحدهای شهرداری تهران با رعایت ضوابط تشکیلاتی شهرداری[۵۶]

برنامه‌ریزی و ارزیابی سرمایه انسانی
- بررسی سبک‌های مدیریتی نوین و اصلاح سبک‌های مدیریتی با همکاری معاونت یادگیری و توسعه
- طراحی و استقرار سیستم‌های اطلاعاتی برای تجمیع، حفظ، پردازش و گزارش‌دهی وضعیت سرمایه انسانی
- رتبه‌بندی کارکنان بر اساس سوابق، دانش، شایستگی‌ها، عملکردها
- طراحی مدل‌های شایستگی برای سطوح و رسته‌های مختلف شغلی
- تدوین راهبردها، سیاست‌ها و برنامه‌های کلان ارزیابی عملکرد فردی (کارکنان و مدیران) و نظارت بر اجرای آن
- طراحی و استقرار سامانه‌های تشخیص و ارزیابی و گزارش دهی عملکرد کارکنان[۵۶]

معماری سازمانی، نظامات و بهبود فرایندها
- مطالعه رویکردهای نوین بهسازی و مهندسی مجدد سیستم‌ها و روش‌ها و پیگیریِ پیاده‌سازی آن‌ها
- طراحی، مدیریت و راهبری نظام جامع استانداردسازی در سیستم‌های مدیریتی شهرداری تهران
- ساماندهی و یکپارچه سازی سامانه‌های موجود و نظارت بر الکترونیکی نمودن خدمات با همکاری سازمان فناوری اطلاعات و ارتباطات
- تدوین و به روزرسانی برنامه‌های کلان نظام مدیریت فرایند و نظارت بر انجام صحیح آن
- هماهنگی مستمر با سازمان فناوری اطلاعات جهت ایجاد زیرساخت‌های پشتیبان در بستر فناوری اطلاعات
- سازمان‌دهی، ساماندهی و طبقه‌بندی اسناد سازمانی نظیر نظام‌نامه‌ها، دستورالعمل‌ها، شیوه‌نامه‌ها و بخشنامه‌های اداری[۵۶]
- بهبود و به روز رسانی نظام مدیریت تعالی سازمانی شهرداری تهران

دبیرخانه شورای راهبری و توسعه مدیریت
- برنامه‌ریزی در جهت تشکیل شورای راهبری توسعه مدیریت شهرداری تهران و برگزاری جلسات شورای مذکور به صورت منظم
- تشکیل کمیته‌های تخصصی مرتبط با مسائل مدیریتی و اداری برای بررسی و تصمیم‌گیری در خصوص موضوع‌های تحولی سازمان
- تدوین برنامه کلان و نقشه راه تحول نظام اداری شهرداری تهران با همکاری سایر واحدهای شهرداری تهران
- طراحی سازو کارهای مناسب برای اجرایی نمودن سیاست‌های کلی نظام اداری

### مطالعات و برنامه‌ریزی تهران
سابقه رویکردهای مطالعاتی و برنامه‌ریزی در مدیریت شهری به سال‌های دهه پنجاه خورشیدی بازمی‌گردد.
مستند به گزارش پرتال سازمانی این مرکز، سیروس اوصیا به عنوان نخستین مدیر حوزه مطالعاتی و برنامه‌ریزی فعالیت می‌کرده‌است که اکنون با عنوان «مرکز مطالعات و برنامه‌ریزی شهر تهران» شناخته می‌شود. عمده ماموریت‌های مطالعاتی و برنامه‌ریزی در فاصله سال‌های ۱۳۵۲ تا ۱۳۵۷ بر عهده «دفتر مطالعات و برنامه‌ریزی» بوده‌است که وظیفه بررسی‌های فنی تخصصی و مطالعات کارشناسی مربوطه را به عهده داشت. این دفتر زیر نظر «شورای گسترش شهر تهران» فعالیتش را دنبال می‌کرد. مستند به گزارش‌هایی یکی از وظایف مهم «شورای گسترش شهر تهران» نظارت بر حسن اجرای مقرارت «محدوده بیست و پنج ساله تهران» بود. مستند به این مقرارت که در سال ۱۳۴۷ مصوب شد، ایجاد ساختمان و دادن خدمات شهری در خارج از محدوده ممنوع شد. به گفته پیروز حناچی با وقوع انقلاب و جنگ شورای گسترش شهر تهران منحل شد.
«دفتر مطالعات و برنامه‌ریزی» از سال ۱۳۶۳ فعالیتش را ذیل معاونت هماهنگی و برنامه‌ریزی شهرداری تهران دنبال کرد. تدریجاً در سال‌های دهه شصت محورهای مطالعاتی شناخت شهر تهران و تهیه برنامه‌های عمرانی و راهبردی پنج ساله مورد توجه مدیران وقت شهرداری تهران قرار می‌گیرد که بخش یاز آن در این دفتر رقم می‌خورد. عملاً تأسیس «مرکز مطالعات و برنامه‌ریزی شهر تهران» سال ۱۳۸۹ رقم خورد. شورای عالی شهرسازی و معماری به عنوان عالی‌ترین نهاد در حوزه شهرسازی به ادغام دو «نهاد مطالعات و برنامه‌ریزی شهر تهران» و «دفتر مطالعات و برنامه‌ریزی» رای داد. مرکز یاد شده فعالیتش را زیر نظر شهرداری تهران دنبال کرد.
مدیران
از سال ۱۳۵۲ تا ۱۴۰۱ بیش از شانزده نفر بر این مرکز مطالعاتی مدیریت کردند.
ساختار، مأموریت اقدامات
مرکز یاد شده از معاونت‌های «سیاست گذاری شهری»، «مالی و پشتیبانی»، «مطالعات شهرسازی، حمل و نقل و ترافیک»، «مطالعات مدیریت اقتصادی و امور اجتماعی»، «مطالعات محیط زیست، زیرساخت و نوآوری شهری»، «پایش طرح‌های توسعه شهری» تشکیل شده‌است. از جمله اقدام‌ها و ماموریت‌ها و خدمات مرکز می‌توان به این موارد اشاره کرد. «تدوین برنامه راهبردی»، «ایجاد تمرکز سازمانی در مدیریت‌های پژوهشی برای انجام و نظارت بر تمامی فرایندهای پژوهشی»، «نظارت بر فرایندهای پژوهشی در حال انجام و تدوین شاخص‌های کارایی و اثربخشی به منظور کسب اطمینان نسبت به صحت نتایج مورد انتظار و حاصله»، «ارائه خدمات کتابخانه‌ای و نمایشگاهی به صورت دیجیتالی» و…
راهبردها و اهداف
نقشه راه مرکز مطالعات و برنامه‌ریزی شهر تهران، برای تحقق ماموریت‌های مدیریت شهری دربرگیرنده اهداف و راهبردهایی به شرح زیر است.
اهداف اصلی
- اجرای کیفی پروژه‌های مطالعاتی و تسریع در انجام آن‌ها؛ استفاده از روش‌ها، فناوری‌ها و مبانی نظری روز ـ توجه به صلاحیت علمی، اجرایی، تحلیلی و اخلاق حرفه ای مجریان پروژه‌ها ـ حضور مؤثر کارشناسان در محتوای مطالعات و کارفرمایان در تحویل پروژه‌ها ـ سنجش شاخص کارایی‌ها، تنظیم دقیق RFP، پروپوزال و هماهنگی میان RFP و پروپوزال تصویبی از مهمترین دستاوردهای هدف اول که همان اجرای کیفی پروژه‌های مطالعاتی و تسریع در انجام آن‌ها می‌باشد، خواهد بود.
- اثر بخش نمودن نتایج مطالعات در فعالیت‌های شهرداری؛ ایجاد جایگاه و منزلت سازمانی با انتـظارات و چشم‌انداز و مأموریت مرکز، تنظیم برنامه‌های راهبردی، تاکتیکی و عملیاتی ـ شناسایی نیازهای شهرداری و تطبیق عملکردها با مدیریت دانش بنیان ـ انتخاب اولویت‌های پژوهشی و دقت در زمان مناسب برای دستیابی بر خروجی‌های مورد انتظار و سنجش شاخص بهره‌وری ـ هدفمندی در حمایت از پایان‌نامه‌ها، پروژه‌های نخبگان و تحلیلی و هدفمند بودن نشست‌ها، همایش‌ها و سایر تعاملات از دستاوردهای اثربخش شدن نتایج مطالعات خواهد بود.
- هماهنگی، نظارت، برنامه‌ریزی و ارزیابی تحقق طرح جامع شهر تهران؛ استقرار و توسعه نظام نظارت برای تحقق طرح جامع و توسعه شهری تهران ـ برنامه‌ریزی و تهیه طرح‌های مربوط به اصلاح و تکمیل طرح جامع و مدیریتِ نظارت و ارزیابی تحقق طرح جامع شهر تهران.
- توسعه تعاملات داخلی و خارجی مرکز؛ توسعه هدفمند ارتباطات و تعاملات مرکز با سایر سازمان‌های شهرداری، جوامع علمی و مراکز داخلی و خارجی و شناسایی فعالیت‌های موازی در حوزه مدیریت شهری با ایجاد یک بانک اطلاعاتی از ذینفعان
- جذب نخبگان و تعامل با صاحب نظران و فرهیختگان داخلی و خارجی؛ ایجاد و تمرکز بر کانالهای ارتباطی، تعریف جایگاه مناسب سازمانی، تنظیم نظام‌نامه‌ها و مقررات استخدامی به منظور شناسایی، جذب و بهره‌گیری از توان تخصصی صاحب نظران و نخبگان در فعالیت‌های مرکز
- تجهیز و توسعه مرکز (منابع انسانی، فیزیکی، مالی)؛ اصلاح وظایف صفی و ستادی، منطبق با ساختار سازمانی ـ به‌کارگیری فن آوری اطلاعات در فعالیت‌ها و تکمیل پایگاه اطلاعات جامع توجه به مشکلات رفاهی، استخدامی و ایجاد انگیزش عمومی در بین کارکنان در راستای اهداف مرکز[۶۰]

راهبردها
- مسئله محور بودن تحقیقات با توجه به نیازهای شهرداری
- تمرکز بر اصلاح فرایندها و تعیین شاخص‌های سنجش بهره‌وری (کارایی و اثربخشی)
- استفاده از نتایج تحقیقات به عنوان راه کارهای اجرایی
- برقراری و توسعه ارتباط و تعامل مناسب و وسیع با مدیران، معاونین، مدیران عامل سازمان‌ها و شرکت‌ها و کارشناسان و شهروندان و سایر شهرها
- ترویج نتایج مطالعات به صورت آزادانه و هدفمند برای استفاده عموم و سایر شهرها در ایران و جهان
- تمرکز بر مفهوم نتیجه‌محوری در برگزاری نشست‌های تخصصی با سطوح مختلف مدیران و کارشناسان در شهرداری تهران و سایر شهرهای کشور
- تمرکز بر جذب و نگهداشت افراد نخبه و متخصص
- تبدیل مرکز به سازمانی دانش‌محور، چابک و اثربخش
- بهره‌گیری از سیستم‌های پرداخت مبتنی بر نتیجه در راستای تحقق اهداف

### شرکت شهر سالم
شرکت شهر سالم به عنوان یکی از زیر مجموعه‌های حوزه مشاوره پزشکی شهرداری تهران در جهت ارائه خدمات بهداشتی درمانی به پرسنل شهرداری تهران در سال ۱۳۷۲ تأسیس شد سپس در پی انحلال حوزه مشاوره پزشکی و تغییر و تحول در ساختار سازمانی شهرداری تهران از سال ۱۳۷۸ شرکت شهر سالم که وظیفه ارائه خدمات بهداشتی درمانی به پرسنل شهرداری تهران را داشت با هدف گسترده‌تری که دستیابی به سطوح مختلف عدالت اجتماعی در ابعاد اقتصادی، فرهنگی، اجتماعی و پاسخگویی به نیازهای اساسی مردم در پرداختن به سلامت عمومی شهروندان از جمله آن بود ذیل معاونت امور اجتماعی و فرهنگی قرار گرفت. از مهمترین اقدامات این شرکت راه اندازی درمانگاه‌های مناطق تهران و همین‌طور تأسیس راه‌اندازی مرکز بهداشت درمانی در تمام مناطق شهرداری تهران با همکاری و موافقت وزارت بهداشت درمان و آموزش پزشکی است. از سال ۱۳۸۳ خدمات درمانی غیرمستقیم و بیمه درمانی شهرداری جزء وظایف و حوزه فعالیتی شرکت شهر سالم تعریف شد. برخی از ماموریت‌ها و وظایف این شرکت به شرح زیر است.
- ارائه کلیه خدمات بهداشتی و درمانی
- تأمین تجهیزات مراکز بهداشتی و درمانی و بیمارستان‌ها
- تولید، تهیه، تدارک، توزیع و حمل و نقل، خرید و فروش، واردات و صادرات مواد اولیه، قطعات و دستگاه‌های فنی و پزشکی، بهداشت و درمانی
- انتقال دانش فنی و تکنولوژی مربوط
- سرمایه‌گذاری در سهام سایر شرکت‌های مرتبط با فعالیت‌های پزشکی، بهداشتی و درمانی
- تهیه و اجرای طرح‌های پژوهشی، تحقیقاتی و مطالعاتی
- قبول نمایندگی کارخانجات، شرکت‌های بنیادهای تولیدی، بازرگانی و تجار معتبر داخلی و خارجی مرتبط با عملیات شرکت به منظور پخش و فروش محصولات و کالاهای آنها
- اعطای نمایندگی شرکت جهت فروش یا صدور تولیدات و محصولات شرکت و سایر موسسات و اشخاص طرف قرارداد با شرکت با رعایت مقررات و کسب مجوزهای لازم

این شرکت از معاونت‌های «درمان»، «بهداشت و پیشگیری»، «برنامه‌ریزی و منابع انسانی» و «مالی و اقتصادی» تشکیل شده‌است.

### خدمات اداری شهر
شرکت خدمات اداری شهر مسئولیت تأمین نیروی انسانی شهرداری تهران را به عهده دارد.این شرکت سال ۱۳۷۱ با هدف ارائه سرویس خدمات شهری تأسیس شد. از جمله خدماتی که شرکت یاد شده به شهرداری ارائه می‌کند، ارائه سیستم‌های اداری، اجرای فعالیت‌های اداری، طبقه‌بندی مشاغل، خدمات مکانیزه سازماندهی تشکیلات و تهیه نمودار سازمانی، شرح وظایف مشاغل، تأمین و به‌کارگیری نیروی انسانی از طریق دستیابی به سرویس‌های کمی و کیفی خدمات اداری با بیشترین صرف و صلاح است. بر اساس گزارش‌هایی تا سال ۱۳۸۳ تمامی فعالیت‌های بخش تأمین نیروی انسانی مورد نیاز شهرداری از سوی شرکت کوثر ارقام تأمین می‌شد که پس از تغییر و تحول‌هایی مسئولیت شرکت کوثر ارقام نیز به شرکت خدمات اداری شهر واگذار شد. برخی از وظایف این شرکت به شرح زیر است.
- تأمین و به‌کارگیری نیروی انسانی مورد نیاز متقاضیان اعم از کارمندی و کارگری
- طراحی و اجرای سیستم‌های اداری، خدماتی، منابع انسانی و مدیریتی
- ارتقای سطح دانش نیروی انسانی از طریق برگزاری دوره‌های آموزشی بدو و حین خدمت متقاضیان
- تهیه ساختارهای اداری، تشکیلاتی، طبقه‌بندی مشاغل و نظام‌های حقوق و دستمزد و ارزشیابی نیروی انسانی
- ارایهٔ خدمات عمومی، پشتیبانی و مدیریتی در زمینه سیستم‌های مالی، اداری، بازرگانی، پیمانکاری، مشاوره-ای و سایر زمینه‌ها
- ارایهٔ خدمات مرتبط با موضوع فعالیت به متقاضیان خارج از مجموعه شهرداری منوط به این که مازاد بر خدمات ارایه شده به شهرداری باشد
- انعقاد قراردادهای لازم در ارتباط با موضوع شرکت

راهبردها
شرکت خدمات اداری شهر از دو معاونت «منابع انسانی» و «مالی و اقتصادی» تشکیل شده‌است. راهبردها و اهداف تعریف شده برای شرکت یاد شده نیز به این شرح است.
- توسعه نگرش نظام‌مند به منابع انسانی
- تلفیق مدیریت جهادی و مدیریت مشارکتی
- افزایش تعامل با اداره کل منابع انسانی شهرداری تهران
- افزایش ارتباط با معاونت‌های منابع انسانی مراکز طرف قرارداد

### ارتباط مشترک شهر
شرکت ارتباط مشترک شهر در سال ۱۳۸۵ در جهت حل مشکلات پیش آمده ناشی از نصب سایت‌های متعدد و تأسیسات موازی توسط اپراتورهای تلفن همراه، عرضه‌کنندگان سرویس‌های مخابراتی و ارتباطی و ساماندهی ایستگاه‌های مخابراتی عدم رعایت اصول‌های نظم شهر به صورت مشترک بین شهرداری تهران و شرکت‌های اپراتور تأسیس شد و پس از آن مسئولیت‌های دیگری همچون «ساماندهی دکل‌ها، آنتن‌ها و ایستگاه‌های ارتباط رادیویی درشهر تهران» و «اخذ عوارض از تأسیسات، دکل و آنتن‌های مخابراتی در شهر تهران» به این شرکت سپرده شد. برخی از وظایف این شرکت به شرح زیر است.
- تأسیس، نگهداری و استفاده از ایستگاه‌های مخابراتی مشترک (BTS) به منظور ارائه خدمات مورد نیاز شبکه‌های تلفن همراه در سطح کشور
- تعیین نقاط و مکان‌یابی ایستگاه‌های مخابراتی بر اساس پیشنهادها و نظرات مشترک شبکه‌های تلفن همراه با سایر عرضه‌کنندگان سرویس‌های مخابراتی و ارتباطی
- طراحی و نصب و راه اندازی شبکه‌های مخابراتی و ارتباطی با رعایت ضوابط و مقررات مربوطه و ایستگاه‌های مخابراتی مشترک به بی تی اس
- خرید و تأمین تجهیزات فنی مورد نیاز برای تأسیس شبکه‌های مخابراتی
- ارائه خدمات مشاوره ای به شبکه‌های تلفن همراه و سایر عرضه‌کنندگان مخابراتی و ارتباطی
- حفاظت و نگهداری از محله‌های مخابراتی و تجهیزات منصوب در آن
- تأمین ارتباط بین ایستگاه مخابراتی و شبکه‌های مخابراتی شهری کشوری با رعایت قوانین و مقررات
- فراهم نمودن زمینه‌های استفاده مشترک شبکه‌های تلفن همراه و سایر عرضه‌کنندگان سرویس‌های مخابراتی ارتباطی از امکانات ایجاد شده در قالب قرارداد اجاره
- ساماندهی دکل‌ها، آنتن‌ها و ایستگاه‌های ارتباط رادیویی شهر تهران
- کاهش تأثیر المان‌های ناخواسته ناشی از احداث ایستگاه‌های ارتباطی
- پاسداشت حقوق شهروندی در حوزه‌های حق بر شهر، حق سلامت، حق بهره‌مندی از چشم‌انداز مطلوب شهری و …
- نظارت بر رعایت الزامات ایمنی تشعشع
- ایمن‌سازی هر چه بیشتر دکل‌ها برای جلوگیری از خسارات احتمالی در حوادث طبیعی
- شناسایی و ساماندهی دکل‌های همجوار
- زیباسازی، استتار و اختفای دکل‌ها و سایت‌های رادیویی
- مکان‌یابی و ایجاد ایستگاه‌های چند منظوره برای توسعه خدمات مخابراتی بدون افزایش تعداد دکل‌ها

سهامداران
شرکت ارتباط مشترک شهر از شرکت‌های وابسته به شهرداری تهران است؛ سهم شهرداری تهران ۵۱ درصد و سهم اپراتورها ۴۹ درصد (ایرانسل ۱۶ درصد، همراه اول ۱۶ درصد، تالیا ۱۶ درصد) است. وظیفه اصلی این شرکت ایجاد درآمد پایدار، ساماندهی دکل‌ها و نظم بخشیدن به سیما و منظر شهری عنوان شده‌است.

### مدیریت پروژه و اطلاعات عملکرد
دفتر پایش برنامه، مدیریت پروژه و اطلاعات عملکرد اسفند سال ۱۳۹۹ تأسیس شد. این دفتر برای انجام سه فعالیت «پایش برنامه توسعه سوم»، «مدیریت پروژه» و «کنترل عملکرد شهرداری تهران» به منظور حذف موازی کاری بنیاد نهاده شد. همچنین در دفتر «مدیریت پروژه» مدیریت و پایش خدمات شهری، معماری و عمرانی انجام می‌شود. برخی از وظایف مهم این دفتر به شرح زیر است.
- همکاری، مشارکت و درگیری فعال، مؤثر و مستمر در فرایندهای برنامه‌ریزی عملیاتی وبودجه‌بندی واحدها و حوزه ذیربط در شهرداری تهران و اجرای برنامه‌های ابلاغی از حوزه تخصصی متبوع، طبق فرایندها و سیستم‌های مربوطه و استقرار سیستم‌های اطلاعاتی، آماری و مدیریت دانش
- درک راهبردها، سیاست‌ها و برنامه‌های کلان شهرداری و حوزه تخصصی متبوع در ارتباط با ماموریت‌های اداره کل و سازماندهی جهت اجرای آن‌ها
- انجام اقدامات لازم به‌منظور ایجاد و حفظ بهره‌وری فعالیت‌های کارکنان زیر مجموعه، ایجاد زمینه بالندگی، رشد و ارتقا آن‌ها ضمن استقرار نظام مدیریت عملکرد ایشان
- ایجاد ارتباطات، بررسی تهدیدات و فرصت‌های محیطی، شناخت نقاط ضعف و قدرت سازمان شهرداری در حیطه ماموریت‌های محوله، تصمیم‌سازی و تصمیم‌گیری بهینه و به‌هنگام
- هماهنگی و ایجاد ارتباط لازم با مدیران و معاونت متبوع جهت رفع مشکلات، معضلات و رسیدگی به مسائل حوزه کاری، همچنین هماهنگی جهت ایجاد و حفظ یکپارچگی، انسجام و ارتباط لازم بین فعالیت‌ها، وظایف واحدها و همکاری در نظارت‌ها، بازرسی‌ها و حسابرسی‌ها
- طراحی، تهیه و ارائه تمامی گزارش‌ها موردنیاز مطابق با دستورالعمل‌ها و ضوابط و چارچوب‌ها و شرکت در جلسات مربوطه
- انجام و رعایت کلیه دستورالعمل‌ها، رویه‌های اجرایی، الزامات و شرایط مرتبط با سیستم‌های مدیریت و نظامات سازمانی، همچون سیستم اداری و اتوماسیون، نظام مدیریت دانش و فناوری، مدل تعالی سازمانی و همکاری با واحدهای ذیربط

ساختار و ماموریت‌ها
دفتر پایش برنامه، مدیریت پروژه و اطلاعات عملکرد دارای معاونت‌های «کنترل پروژه»، «پایش برنامه»، «ارزیابی عملکرد» است.
همچنین ماموریت‌های اختصاصی این نهاد به شرح زیر است.
- پایش مستمر کلیه برنامه‌ها و پروژه‌های شهرداری تهران
- طبقه‌بندی و کدگذاری کلیه اقدامات، برنامه‌ها و پروژه‌های شهرداری تهران
- انجام بازدیدهای دوره‌ای از پروژه‌ها
- تدوین شاخص‌های عملکرد برنامه‌ها و پروژه‌ها
- تدوین شاخص‌های کلان برنامه
- آمارگیری و تحلیل آمار و اطلاعات
- تحلیل اجرای تکالیف برنامه و تحلیل داده‌های عملکردی

### مؤسسه فناوران شهر
مؤسسه فناوران شهر سال ۱۳۸۳ با هدف انجام فعالیت‌های مربوط به خدمات مهندسی در زمینه شبکه‌های رایانه‌ای، ارائه خدمات مرتبط با سرویس اینترنت و احداث مرکز خدمات اینترنت، ایجاد سیستم‌های اتوماسیون صنعتی و ارائه هر گونه خدمات مربوط به قطعات و تجهیزات رایانه‌ای تأسیس شد. عمده فعالیت‌های این مؤسسه در زمینه‌های چون راه‌اندازی، بهبود، روش‌های کاری و ارائه خدمات مدیریتی، پشتیبانی و نظارتی به شهرداری تهران در حوزه دفاتر خدمات الکترونیک، در راستای کاهش تصدی‌گری شهرداری تهران است. همچنین استفاده از تخصص و توانمندی‌های بخش خصوصی در حوزه خدمات اجرایی شهرداری از دیگر انتظارات و ماموریت‌های این مؤسسه اعلام شده‌است. هدف نهایی از این اقدام تحقق شهر، شهرداری و شهروند الکترونیک است.
با توسعه روزافزون شهرها و گسترش جمعیت شهری و پیچیدگی مسائل شهری لزوم استفاده از فناورای در ارائه خدمات شهرها و شهرداری‌های هوشمند بیشتر شد. به همین اعتبار مسئله ارائه خدمات الکترونیکی مورد توجه مدیریت شهری قرار گرفت و از سال ۱۳۸۶ دفاتر خدمات الکترونیک شهر به تصدی‌گری بخش‌های خصوصی و زیر نظر مؤسسه فناوران شهر در جهت کاهش سفرهای درون‌شهری و همچنین جلب رضایت شهروندان تهرانی و توسعه خدمات غیرحضوری راه‌اندازی شد.وظیفه مؤسسه فناوران شهر سیاست گذاری، ارزیابی، پایش، مدیریت و راهبری دفاتر خدمات الکترونیک شهر می‌باشد که از طریق سیاست‌های زیر دنبال می‌شود.
- بهره‌گیری از فناوری اطلاعات و ارتباطات برای ارائه خدمات تک مرحله ای به شهروندان و کاهش سفرهای شهری
- ایجاد دسترسی آسان به خدمات شهری و شهرداری، برای شهروندان و کاهش بروکراسی اداری
- توسعه خدمات دفاتر در حوزه فعالیتهای شهرداری و خدمات شهری، در راستای ارتقای رضایت شهروندان و درآمد زایی بیشتر برای مؤسسه و دفاتر خدمات الکترونیک
- یکسان‌سازی فرایندها و ساده‌سازی مراحل انجام فعالیتهای کاری در کلیه دفاتر خدمات الکترونیک
- ایجاد وحدت رویه و یکسان‌سازی اجرای ضوابط و قوانین شهرداری در کلیه دفاتر و حذف برداشتهای شخصی
- ارتقای سطح دانش و آگاهی کارکنان مؤسسه و دفاتر، متناسب با توسعه خدمات، با نیازسنجی، برنامه‌ریزی و اجرای دوره‌های آموزشی هدفمند
- توجه به آموزشهای کاربردی و تأثیرگذار بر عملکرد و رفتار کارکنان
- بستر سازی و تعامل با سایر سازمانها، نهادها و ارگانها در راستای ارائه خدمات شهری مطلوب به شهروندان
- بهبود مستمر کلیه فرایندها در راستای افزایش بهره‌وری
- نظارت مؤثر و مداوم بر عملکرد دفاتر خدمات الکترونیک، در راستای حذف تخلفات اداری
- ارتقای رضایت شهروندان از خدمات دفاتر خدمات الکترونیک و ایجاد کانالهای مناسب برای دریافت بازخوردهای شهروندان و تبدیل شهروندان شاکی به مشتریان وفادار

خدمات دفاتر الکترونیک به شهروندان
شرکت یاد شده برای تحقق ماموریت‌هایش از سه معاونت «مالی و منابع انسانی»، «برنامه‌ریزی و بهبود روش‌ها» و «فنی و اجرایی» تشکیل شده‌است. دفاتر خدمات الکترونیک شهرداری به شهروندان در زمینه‌های زیر به ارائه خدمات می‌پردازد.
- صدور انواع مجوزها و پروانه‌های ساختمانی اعم از مراحل تشکیل پرونده، بازدید و پیگیری‌های لازم
- پروانه‌های تخریب و نوسازی ساختمان
- احداث بنا
- افزایش طبقات
- توسعه ساختمان
- تعمیرات اساسی و جزئی ساختمان
- تغییر کاربری، تبدیل و تقسیم واحدها، تغییر نقشه
- تعویض ناظر و محاسب
- تمدید و ابطال انواع پروانه‌ها
- صدور انواع گواهی‌های ساختمانی و خدمات نظارت فنی
- گواهی عدم خلاف ساختمانی
- گواهی پایان کار آپارتمانی
- گواهی پایان ساختمان
- گواهی قدمت بنا (قبل از سال ۱۳۴۹)
- استرداد مابه التفاوت
- تهیه سند پیش فروش
- انواع گزارشها: گزارش شروع به کار، گزارش مرحلهای ناظر خلاف دارد/ ندارد
- خدمات کسب و پیشه: پروانه کسب و تعویض نوع کسب
- تفکیک و تجمیع
- استعلام طرح، نوسازی (فیش نوسازی، فیش درآمد کسبی، درخواست مفاصا حساب)
- صدور مجوزهای حفاری جهت انشعاب (آب، گاز، برق، تلفن)
- عوارض سالیانه اتومبیل

### صندوق ذخیره کارکنان
صندوق ذخیره کارکنان شهرداری تهران در سال ۱۳۸۷ به منظور ارتقای سطح معیشت و سطح رفاه کارکنان شهرداری و توجه به منابع انسانی شهرداری تهران از طریق سرمایه‌گذاری و فعالیت اقتصادی مشروع و قانونی، ایجاد ثروت و افزایش توان مالی مؤسسه و اعضاء صندوق تأسیس شد. این صندوق دارای دو معانت «اقتصادی و سرمایه‌گذاری» و «توسعه مدیریت و سرمایه انسانی» است. همچنین برای تحقق اهداف کلان ذکر شده عمده فعالیت این مؤسسه طبق ماده دو اساسنامه به شرح زیر است.
- تشویق اعضاء به مشارکت در فعالیت‌های اقتصادی کشور
- مشارکت در بازار سرمایه، جذب نقدینگی و هدایت آن در بخشهای اقتصادی
- اخذ و اعطای وام و تسهیلات اعتباری
- ایجاد امکانات لازم برای مشارکت سرمایه‌های کوچک در بخش تولید
- تقویت و حمایت برنامه‌های اقتصادی دولت جمهوری اسلامی ایران در شکل و قالب‌های ممکن از جمله تأسیس و اداره شرکت‌ها
- انجام معاملات سهام در سازمان بورس و اوراق بهادار تهران
- سپرده گذاری در بانک‌ها، موسسات مالی اعتباری یا سایر واحدهای مجاز داخلی و خارجی
- ایجاد، اداره یا مشارکت در ساخت و اداره واحدهای رفاهی از قبیل هتل، باشگاه، واحدهای مسکونی، و غیر مسکونی
- بهره‌برداری از سرمایه‌گذاری‌ها از طریق اداره امور شرکت‌های مورد سرمایه‌گذاری
- مشارکت با اشخاص حقیقی وحقوقی و جذب منابع مالی سرمایه گذاران نهادهای اقتصادی و مالی به منظور جذب سرمایه‌های داخلی و خارجی
- اخذ نمایندگی، ایجاد شعبه و اعطای نمایندگی در داخل و خارج از کشور
- انجام امور کارگزاری انواع بیمه پس از اخذ مجوز
- اعطای وام و تسهیلات در زمینه فعالیت‌های بازرگانی و اقتصادی
- تأسیس یا خرید کارگزاری بورس اوراق بهادار
- اخذ موافقت اصولی، ساخت و راه اندازی و بهره‌برداری از کارگاه‌ها، کارخانه‌ها و مشارکت درتاسیس یا خرید و فروش شرکت‌های مختلف تولیدی، بازرگانی، مهندسی، عمرانی، کشت و صنعت
- انجام هر گونه فعالیت اقتصادی و بازرگانی در داخل و خارج از کشور

### مؤسسه هادیان شهر
مؤسسه هادیان شهر در تاریخ ۱۳۸۰ تأسیس شد؛ این مؤسسه در بدو تأسیس صرفاً به ارائه خدمات تأمین نیروی انسانی در حوزه نیروهای خدماتی، نگهبان و بخشی از پرسنل اداری شاغل در سازمان فرهنگی هنری شهرداری تهران و واحدهای تابعه آن می‌پرداخت. از سال ۱۳۸۳ فعالیت‌های مؤسسه توسعه یافت و در همین راستا علاوه بر انجام خدمات گذشته مسئولیت ارائه خدمات مالی اداری، فنی و تأسیساتی مراکز و واحدهای تابعه سازمان به عهده این مؤسسه قرار گرفت. همچنین در ادوار بعد با بسط موضوعات اساسنامه، ارائه خدمات تأمین نیروی انسانی، فعالیت‌های عمرانی به دیگر واحدهای تابعه شهرداری تهران در حوزه مسئولیت‌های این مؤسسه قرار گرفت. در نهایت در نیمه دوم سال ۱۳۸۶ به حوزه معاونت مالی و اداری شهرداری تهران انتقال یافت و پس از قرار گرفتن در کارگروه خدماتی و زیست‌محیطی محصولات ساماندهی نیروی انسانی را به عهده گرفت.